# James Broun-Ramsay, 1. Marquess of Dalhousie

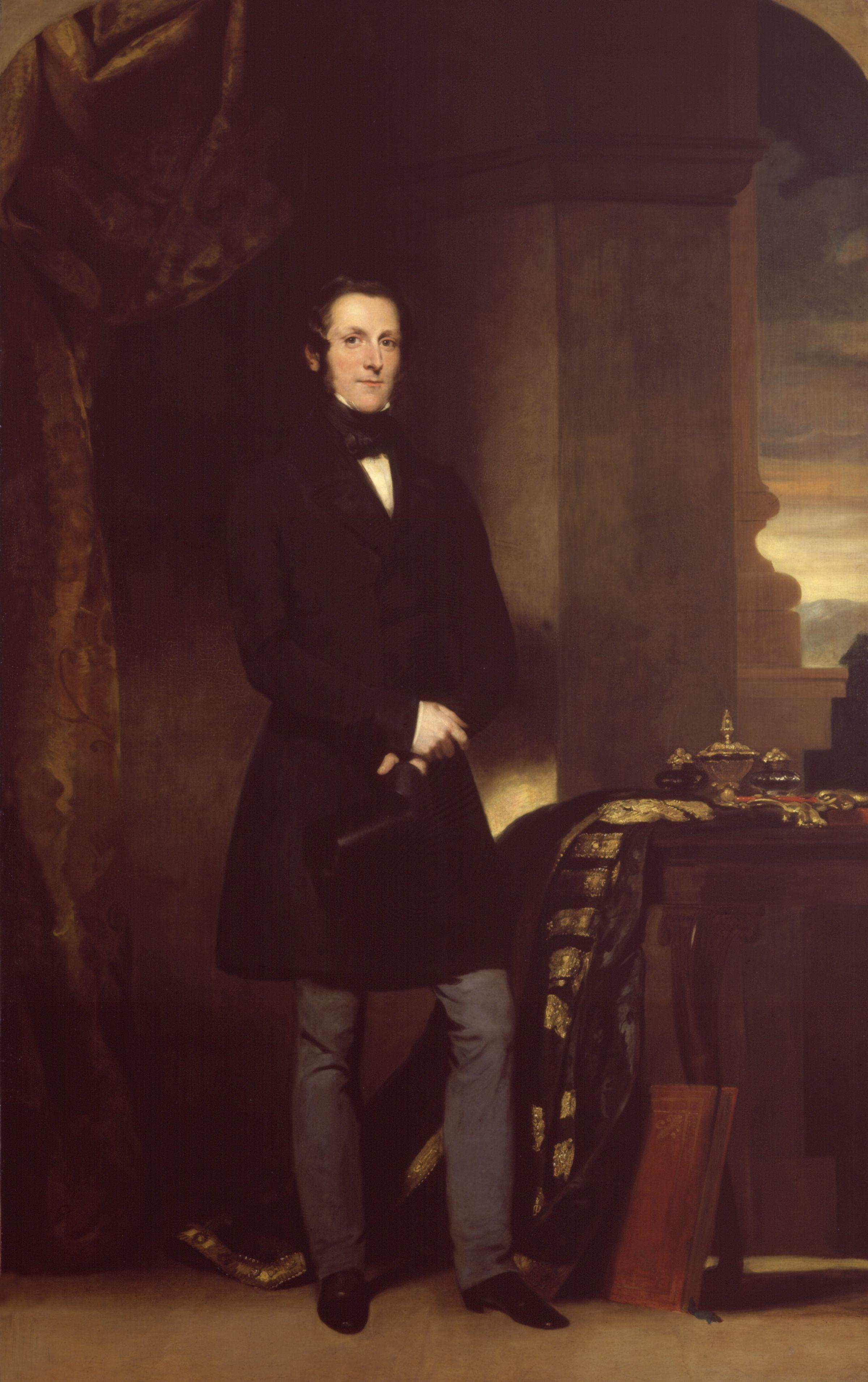
James Andrew Broun-Ramsay, 1. Marquess of Dalhousie

James Andrew Broun-Ramsay, 1. Marquess of Dalhousie, KT, PC (geborener James Andrew Ramsay, * 22. April 1812 in Dalhousie Castle, Schottland; † 19. Dezember 1860 ebenda) war ein britischer Peer und Politiker sowie Generalgouverneur von Britisch-Indien.

## Leben
Er stammte aus dem alten schottischen Clan Ramsay. Er war der dritte und jüngste Sohn des Generals George Ramsay, 9. Earl of Dalhousie, aus dessen Ehe mit Christian Broun, Erbtochter des Charles Broun, Laird of Colstoun. Nachdem seine beiden älteren Brüder 1832 und 1817 gestorben waren, führte er ab 1832 als Heir apparent seines Vaters den Höflichkeitstitel Lord Ramsay. Er besuchte die Harrow School und studierte am Christ Church College der University of Oxford. 1837 wurde er als Tory-Abgeordneter für Haddingtonshire ins House of Commons gewählt. Beim Tod seines Vaters erbte er 1838 dessen schottische Adelstitel als 10. Earl of Dalhousie, 11. Lord Ramsay of Dalhousie und 10. Lord Ramsay of Keringtoun, sowie dessen britischen Titel als 2. Baron Dalhousie. Aufgrund des Letzteren erhielt er einen Sitz im House of Lords und schied aus dem House of Commons aus. Um 1839 ergänzte er als Generalerbe seines Großvaters mütterlicherseits seinen Familiennamen zu „Broun-Ramsay“.
1843 wurde er Mitglied des Privy Council. Von 1843 bis 1845 war er Vizepräsident und von 1845 bis 1846 Präsident des Board of Trade. In diesen Ämtern verteidigte er die Aufhebung der Schutzzölle und widmete den Eisenbahnfragen besondere Aufmerksamkeit. Er schloss sich später der politischen Fraktion der „Peelites“ unter Robert Peel an. Nachdem er im Juli 1846 mit dem Kabinett unter Robert Peel zurückgetreten war und es abgelehnt hatte, sein Amt unter John Russell beizubehalten, wurde er 1847 zum Generalgouverneur von Indien ernannt, wo er im Januar 1848 eintraf. Im selben Jahr wurde er als Knight Companion in den Distelorden aufgenommen.
Bald nach seiner Ankunft begann der Zweite Sikh-Krieg, der 1849 nach manchen Wechselfällen mit der Annexion des bisherigen Sikhstaats endete. Mit Birma führte er den Zweiten Anglo–Burmesischen Krieg, der die Annexion des mittleren Teils von Birma zur Folge hatte. Broun-Ramsay erhielt dafür 1849 den Dank des Parlaments und wurde am 25. August 1849 zum Marquess of Dalhousie erhoben. Insbesondere war aber seine Verwaltung für die innere Entwicklung des Landes und namentlich die Ausbildung seiner Verkehrsmittel wichtig. Wesentlich auf seine Veranlassung entstand das meist durch Aktiengesellschaften erbaute Eisenbahnnetz, 4.000 Meilen Telegraphenleitungen und 2.000 Meilen Landstraßen wurden unter ihm angelegt. Auch die Errichtung von Gesundheitsstationen für Truppen wie Beamte sowie die Organisation einer geordneten Verwaltung im Punjab wie in Birma war sein Verdienst. 1853 wurde er zum Lord Warden of the Cinque Ports ernannt.
Kritisiert wurde dagegen sein Vorgehen gegen das dicht bevölkerte Königreich Avadh, das im Herzen von Hindustan gelegen war. Schlechte Regierung und Nichterfüllung der Verträge, welche die Nawabs von Awadh mit der ostindischen Regierung geschlossen hatten, führten zur Annexion dieses Landes. Sie wurde nach Broun-Ramsays Abtreten von der Regierung vollzogen, musste aber, da sie von Broun-Ramsay eingeleitet wurde, ihm zur Last gelegt werden. Die Vorgänge waren einer der Hauptauslöser für den Sepoy-Aufstand von 1857.
Aus gesundheitlichen Gründen legte Broun-Ramsay im März 1856 sein Amt nieder und lebte seitdem zurückgezogen im Vereinigten Königreich. Er starb nach längerem Leiden auf seinem Stammsitz Dalhousie Castle.

## Ehe und Nachkommen
1836 heiratete er Lady Susan Georgiana Hay, Tochter des Field Marshal George Hay, 8. Marquess of Tweeddale. Mit ihr hatte er zwei Töchter:
- Lady Susan Georgiana Broun-Ramsay (1837–1898), ⚭ (1) 1863–1890 Robert Bourke, 1. Baron Connemara, ⚭ (2) 1894 William Hamilton Briggs;
- Lady Edith Christian Broun-Ramsay († 1871), ⚭ 1859 Sir James Fergusson, 6. Baronet.

Da er keine männlichen Nachkommen hatte erloschen sein Marquesstitel und sein britischer Titel als Baron Dalhousie. Seine schottischen Titel als 11. Earl of Dalhousie fielen an seinen Cousin Fox Maule-Ramsay, 2. Baron Panmure.